# حامد نواز خان
حامد نواز خان ( - 24 فبراير 2004) هو جنرال في الجيش الباكستاني، شغل منصب وزير الداخلية الاتحادي من نوفمبر 2007 إلى أبريل 2008 ووزير الدفاع الباكستاني من 2001 إلى 2005. كما شغل مناصب مدير الخطوط الجوية الباكستانية الدولية وهيئة الطيران المدني ومؤسسة فوجي. وهو ابن شقيق نصير أحمد ملهي، وهو أحد مؤسسي باكستان.